# Луна 3
Луна 3 је трећа и најуспјешнија совјетска месечева сонда.
Сонда је стартована 4. октобра 1959. године. Била је тежа од осталих из совјетског Луна програма. Тежила је 278 килограма и поседовала је, за разлику од Луне 1 и фото-апарат којим је 7. октобра 1959. први пут снимила, до тада за људско око скривену, тамну страну Месеца.
Квалитет постигнутих снимака је био веома лош, али и поред тих и низа других проблема, Луна 3 се карактерише као пионирски корак у људском истраживању космоса.
Сонда је после облијетања Месеца, у априлу 1960. контролисано доведена до сагоријевања у Земљиној атмосфери.